# Mont-de-piété

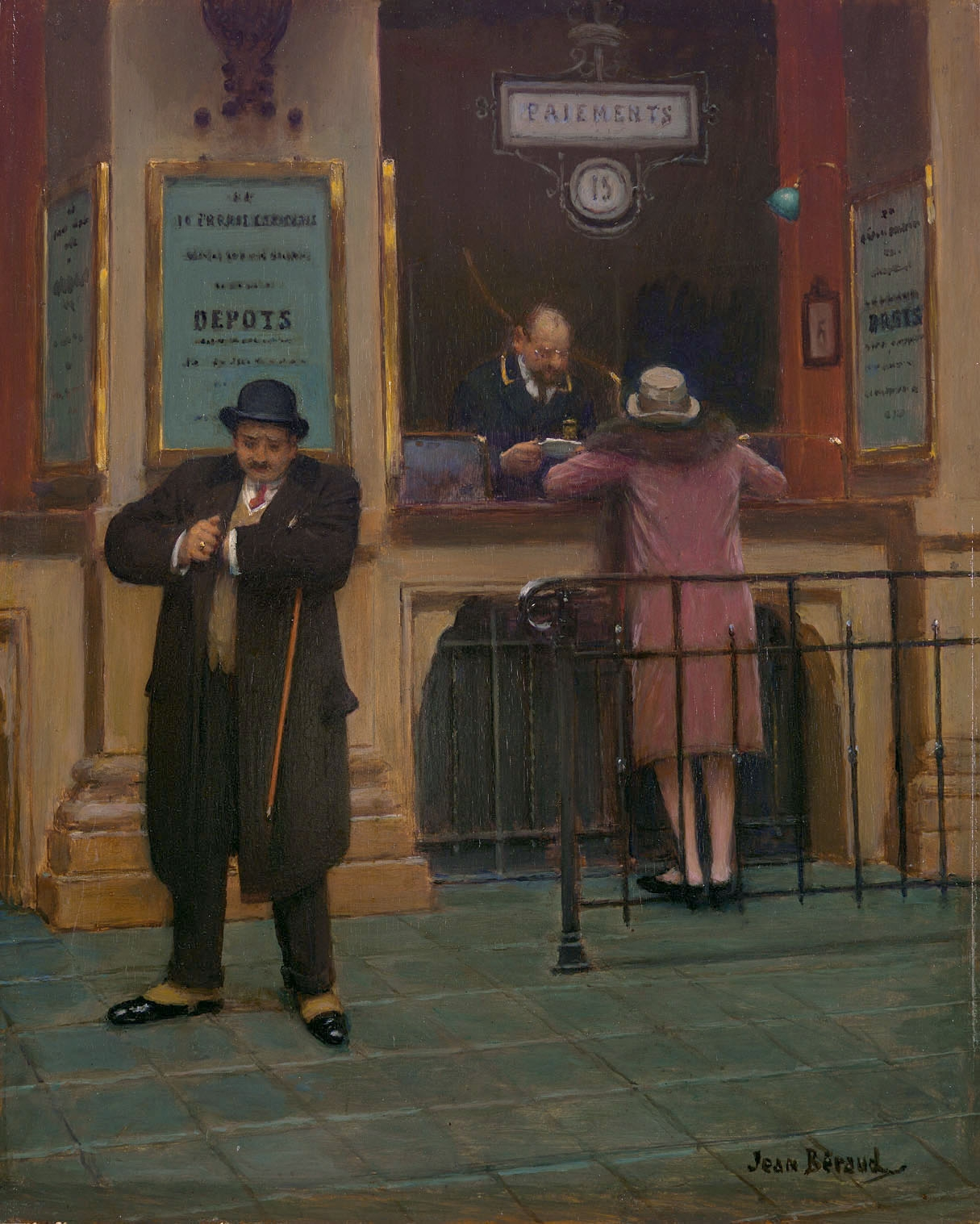
Le Mont-de-Piété par Jean Béraud.

Un mont-de-piété est un organisme de prêt sur gage, qui a pour mission de faciliter les prêts d'argent, notamment en faveur des plus démunis.

## Histoire
Le terme français vient de la mauvaise traduction en français de l'italien monte di pietà, « crédit de charité », de monte, « valeur, montant », et pietà, « pitié, charité ».

### La répression de l'activité de prêt sur gage
Le prêt sur gage exercé dans les monts-de-piété existe depuis longtemps. Les premiers prêts d’argent étaient des prêts sur gage et des traces se retrouvent dans de nombreuses civilisations et dans la Bible. Cependant, l’usure effectuée correspondant aux taux d'intérêts du prêt a subi une longue période de prohibition séculaire et canonique. La prohibition se met en place pour la première fois lors du concile d’Elvire (vers 306-312). Durant le Haut Moyen Âge, l’interdiction sera absolue et de nombreux conciles appuieront la prohibition. À partir du XIIe siècle, elle devient impossible à maintenir et des aménagements vont prendre corps. Au Moyen Âge, des gens croulant sous l’usure s’unirent afin d’avoir un crédit à un meilleur taux. L’Église a pu intervenir en prêtant gratuitement tout en participant à réprimer l’usure.

### Les prémices d'une institution charitable
Des premières traces d’un établissement similaire au mont-de-piété furent observés en Bavière en 1198,. Cet établissement était basé sur la charité et poursuivait la volonté de protéger les indigents. Cependant, il ne survit pas longtemps. Il y eut des cas isolés par la suite d’institutions ayant des ressemblances sans pour autant se généraliser. C’était les Lombards et les banquiers juifs qui disposaient d’un privilège de l’activité d’usure durant le Moyen Âge. Ce privilège était accordé par les souverains des différents royaumes d’Europe. Cependant, leur activité restait lucrative. C’est au XIVe siècle qu’est attestée la première réelle tentative de création d’un établissement proche du mont-de-piété par les bourgeois de Salins, qui furent motivés par la charité en vue d’empêcher les personnes de se diriger vers des usuriers.

### En Italie
L'idée du mont-de-piété est née en 1462, quand un moine récollet italien, Barnabé de Terni, cherche un moyen de combattre l’usure et les taux d'intérêt abusifs (jusqu'à 130 %) pratiqués à l'époque. Il convainc les riches de la cité de Pérouse de constituer un fonds permettant de créer un établissement de prêts sur gages : le Monte di Pietà. Plusieurs frères mineurs comme Marc de Montegallo prêchent à sa suite la création des monts-de-piété. Dix ans plus tard, le Monte dei Paschi di Siena est établi à Sienne avec le même objectif. Cet établissement propose alors un système de prêt sur gage à faible intérêt ou gratuit.
Des initiatives semblables voient le jour dans d’autres villes d’Italie. Au Ve concile de Latran, en 1515, le pape Léon X reconnaît officiellement les monts-de-piété.
Les monts-de-piété prennent pour emblème le grype, créature légendaire qui gardait les mines d'or d'Apollon dans le désert scythe.

### En France

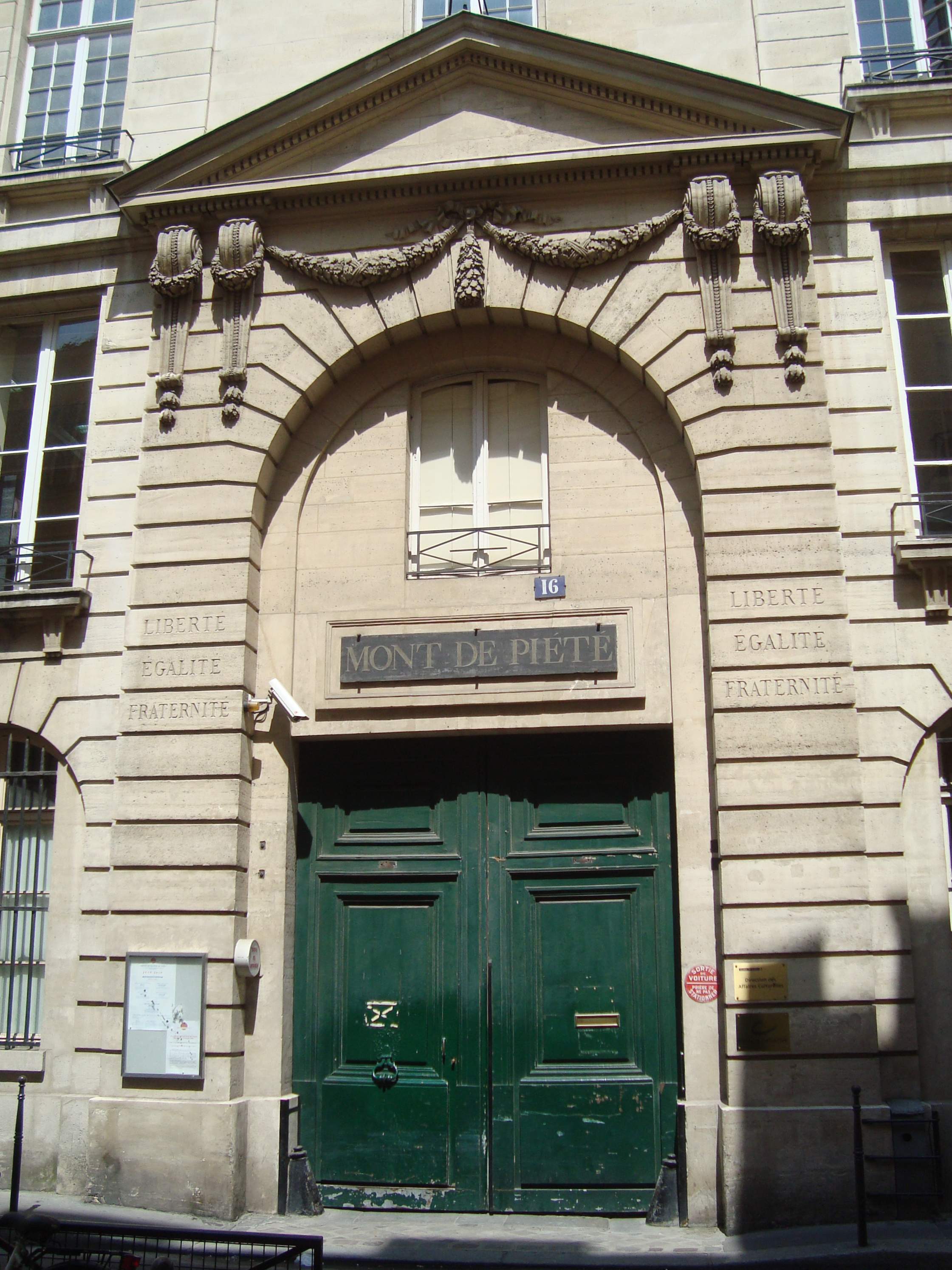
Le mont-de-piété historique, 16, rue des Blancs-Manteaux à Paris.

#### Avignon
En France, un mont-de-piété est fondé à Avignon en 1610 par la Congrégation de Notre-Dame de Lorette. La ville détient à cette époque le statut de cité papale depuis 1348 et le conservera jusqu'en 1791.

#### Nancy
C’est le 19 mars 1834 que Louis-Philippe signe l’ordonnance de création du mont-de-piété de Nancy. Le 13 septembre 1834 est la date d’ouverture. Le prêt minimum est fixé à 1 franc. La création de l'établissement rencontre un vif succès. Le mont-de-piété démarre avec ses propres fonds. La première crise que traverse l'établissement se fera en 1848. C'est une révolution économique et politique qui plonge la population dans une inflation des produits. Les personnes ayant épargné vont retirer leurs liquidités de la caisse. Le mont-de-piété fera alors un emprunt public et se remettra de la crise plus tard. Sous Napoléon III, une politique de modernisation prend place et il tente de mettre fin à la ruralité[pas clair] et la pauvreté. En 1851, il promulgue une loi d’uniformisation des monts-de-piété. Cet établissement est dépendant de la mairie et de l’État. Ils[Qui ?] vont même exiger de prêter serment au régime politique. Durant l'occupation, le mont-de-piété subsiste et prend le relais de celui de Metz qui avait fermé. 

#### Paris
C'est à Paris que le fondateur de La Gazette de France, Théophraste Renaudot, ouvre le 27 mars 1637 le premier mont-de-piété dans son Bureau d'adresse qu'il transforme en salle des ventes. Cinq ans plus tard, le roi Louis XIII autorise cinquante-huit autres villes du royaume à établir des monts-de-piété.
Après la mort de Richelieu et de Louis XIII, un arrêt du Parlement le 1er mars 1644 met fin à l’institution sous la pression des usuriers qui pratiquent un taux d'intérêt de l’ordre de 120 %.
Jean-Charles-Pierre Lenoir (1732-1807), lieutenant général de police, propose de rétablir l'institution afin de venir en aide aux pauvres endettés que leur situation économique pourrait amener au vagabondage ou aux larcins. Le roi Louis XVI, conscient de la mendicité provoquée par la ruine de ces endettés, établit une ordonnance le 9 décembre 1777 : l'institution est rétablie par lettres patentes sur le principe du prêt sur gage à très faible taux d'intérêt, 10 % à l'époque. Le lieutenant général et quatre administrateurs de l'hôpital général de Paris sont chargés de son administration tandis que le conseiller auprès du roi, Louis-Étienne Framboisier de Beaunay, est nommé premier directeur de l'établissement qui est inauguré le 9 février 1778 au no 16, rue des Blancs-Manteaux à Paris. Les administrateurs sont régulièrement en guerre avec les commissaires-priseurs, souvent des Lombards qui exercent conjointement les métiers de banquier et de prêteur sur gage.
Pendant la Révolution française de 1789, la dépréciation des assignats provoque la chute des engagements de biens personnels, conduisant le mont-de-piété parisien à fermer ses portes en 1795. La reprise de l'usure par les maisons de prêt (jusqu'à 20 % par mois) entraîne sa réouverture le 10 février 1797. Le mont-de-piété rétablit le taux d'emprunt à 7 puis 4 % sous le Premier Empire.
En juillet 1805 (8 thermidor an XIII), le décret impérial no 850 interdit aux maisons de prêt de Paris de recevoir des dépôts et de pratiquer des prêts sur nantissement, et ordonne le transfert des dépôts au mont-de-piété situé rue des Blancs-Manteaux. Le même jour, l'empereur Napoléon Ier et le secrétaire d'État Hugues-Bernard Maret signent le décret no 851 relatif à l'organisation et aux opérations du mont-de-piété de Paris. Il développe alors de nombreux bureaux auxiliaires pour les commissionnaires et des succursales. En 1892, les prêts immobiliers sont autorisés.
Au XIXe siècle, le succès du mont-de-piété de Paris est tel qu'il n'apparaît plus seulement comme l'antichambre de la misère. Le propre fils de Louis-Philippe, le prince de Joinville François-Ferdinand d'Orléans, aurait ainsi déposé sa montre pour honorer une dette de jeu. Quelque peu honteux, il avait prétendu l'avoir oubliée chez sa tante. D'où l'expression « ma tante » pour qualifier le mont-de-piété.
Le 24 octobre 1918, un décret transforme les monts-de-piété en caisses de crédit municipal. Le mont-de-piété de Paris devient ainsi le Crédit municipal de Paris, de même pour celui de Lyon, d'Avignon ou de Bordeaux, comme pour tous les autres. Le changement de dénomination correspond au développement de ses activités bancaires parallèlement aux prêts sur gages.
Le mont-de-piété entre alors dans la catégorie des établissements de crédit, soumis à la législation bancaire, tout en conservant une gouvernance issue des communes qui en détiennent la propriété.

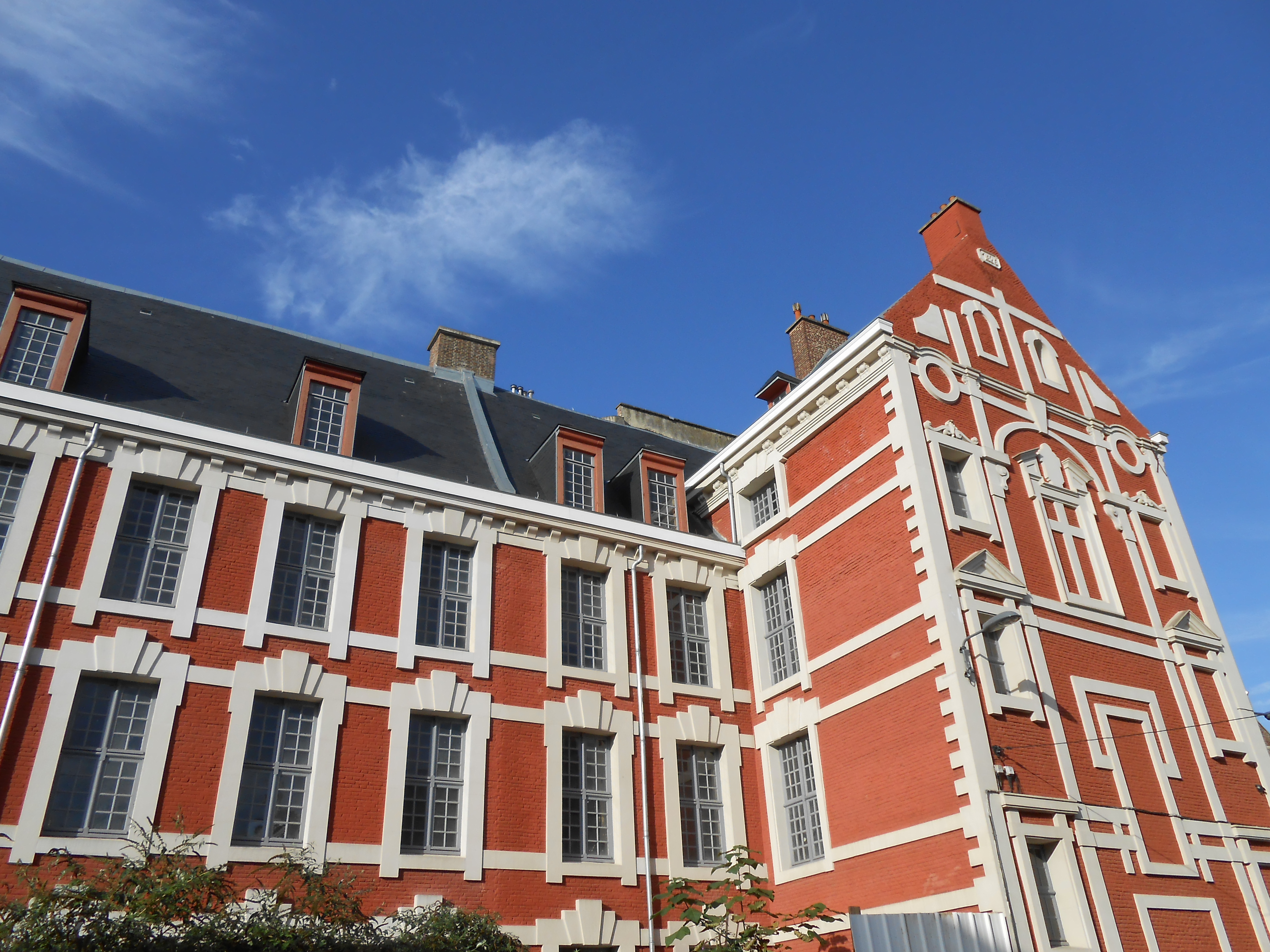
Hôtel du Lombard (1626), rue du Lombard (Lille), mont-de-piété ouvert par Wenceslas Cobergher.

### Dans les Pays-Bas espagnols (Belgique et nord de la France)

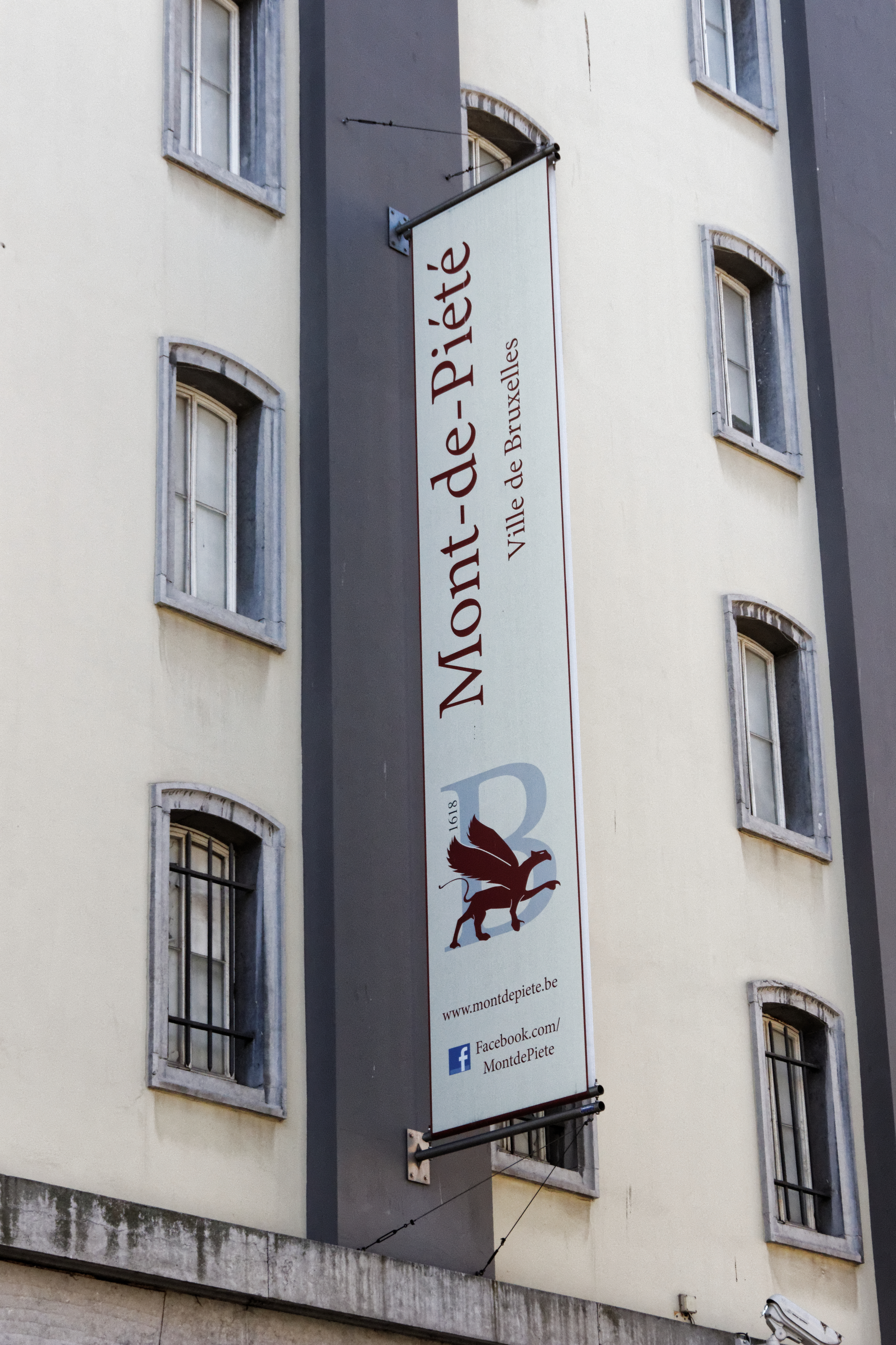
Mont-de-Piété de Bruxelles

Pour mettre un terme aux pratiques des prêteurs sur gage, qui réclamaient des intérêts exorbitants, les archiducs Albert et Isabelle décident d'ouvrir dans les Pays-Bas méridionaux des monts-de-piété. Après avoir pris en 1617 l'avis des autorités religieuses, ils en confient, par lettres patentes du 9 janvier 1618, la surintendance générale à Wenceslas Cobergher. Entre 1618 et 1633, quinze institutions voient le jour dans les Pays-Bas, dans l'ordre suivant : Bruxelles, Anvers, Malines, Gand, Arras, Tournai, Mons, Valenciennes, Cambrai, Bruges, Lille, Douai, Namur, Courtrai et enfin Bergues.
La première d’entre elles ouvre ses portes à Bruxelles en 1618 dans l’ancien hôtel de Beersel, à l’angle de la rue du Midi et de la rue du Lombard. Le mont-de-piété est toujours actif au XXIe siècle à Bruxelles, dans ses locaux rénovés de la rue Saint-Ghislain (Alexis Partoes, 1868), bâtis sur la propriété Mosselman.
À Lille, un mont-de-piété qui pouvait accorder des prêts gratuits jusqu’à cinquante écus est également créé en 1610. Son créateur, le riche marchand Bartholomé Masurel, lui lègue ses biens. Un deuxième est créé à Lille en 1628 par Wenceslas Cobergher,.
À Namur, le mont-de-piété est également bâti de 1626 à 1629 par Wenceslas Cobergher. Depuis 1921, il héberge l'Académie des Beaux-arts de Namur et a fait l'objet d'une restauration complète dans les années 2010.

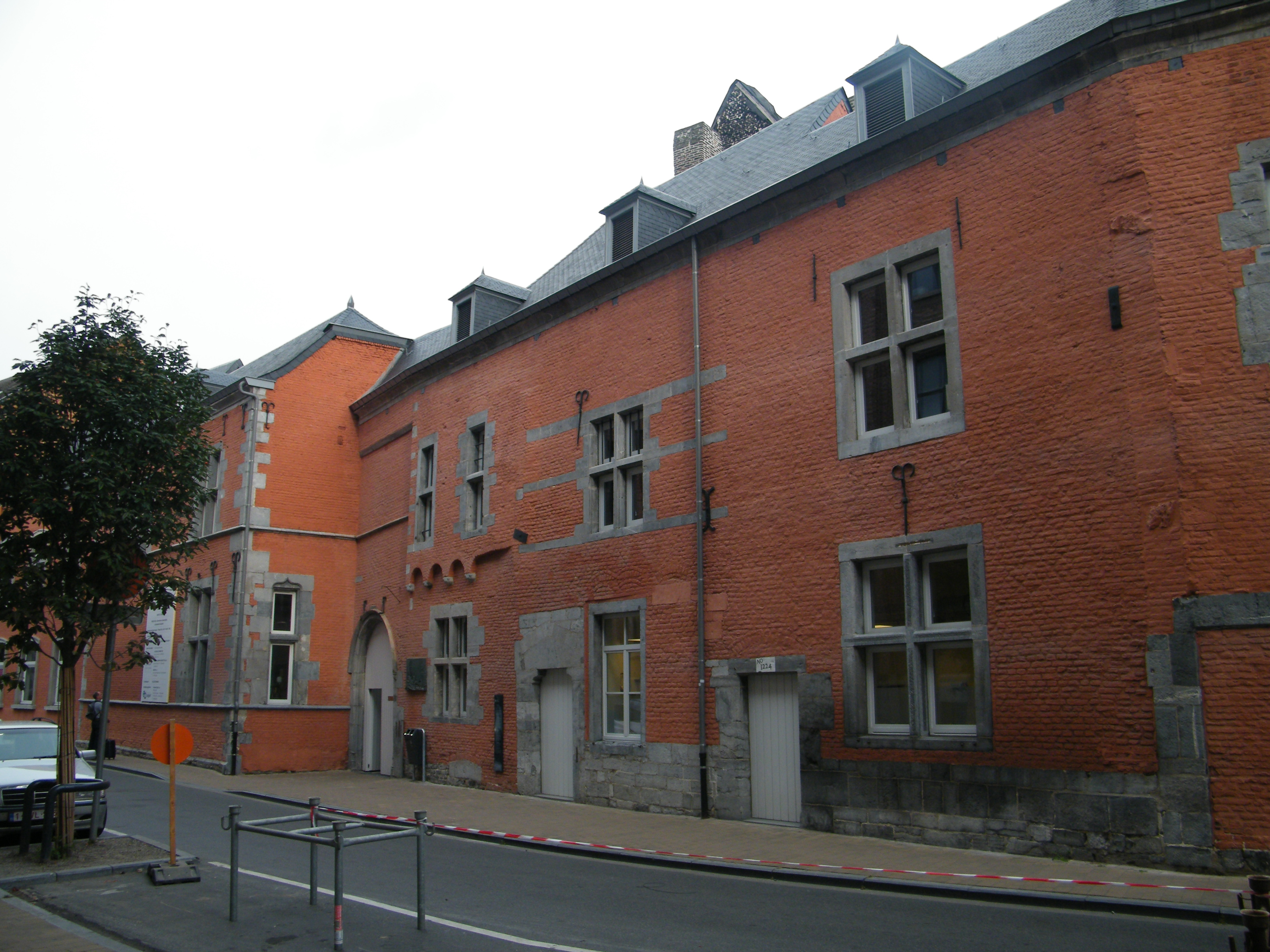
Mont-de piété à Namur.

À Liège, il est installé jusqu'en 1812 dans le palais Curtius.

### En Suisse

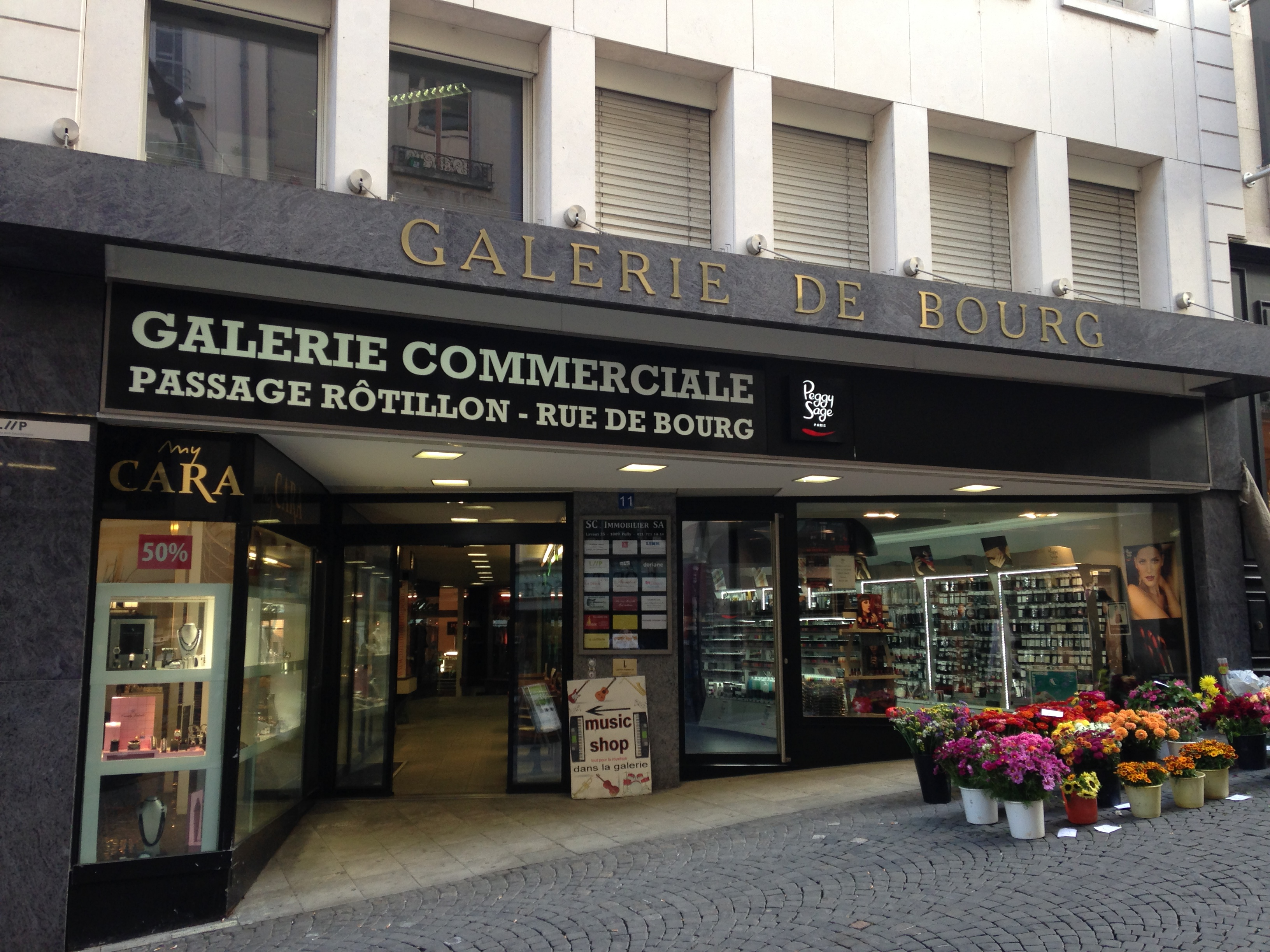
Mont-de-piété à Lausanne.

En Suisse, les monts-de-piété portent habituellement le nom de Caisse de Prêts.
La plus ancienne structure encore en activité en suisse est la Caisse publique de prêts sur gages (CPPG) de Genève fondée en 1872. Elle a fêté ses 150 ans d’activités en 2022.
Il existe deux instituts de « Mont-de-Piété » publics en Suisse : la Pfandleihkasse gérée par la Banque cantonale de Zurich (ZKB) et la Caisse publique de prêts sur gages de Genève (CPPG). Il existe également un établissement privé Istituto prestiti su pegno à Lugano. Chaque institut est organisé selon les normes cantonales.
À Lausanne, une licence privée a été octroyée à la société Valorum Sarl. À Grenchen (Soleure), Pfandbox offre un service privé.
Près de Schaffhouse à Büsingen, il existe depuis 2007 le premier « Mont-de-piété » à véhicules pour toute la Suisse.

## Organisation selon la loi de 1851
Les monts-de-piété en France ont été régis par une loi du 24 juin 1851 et un règlement du 30 juin 1865 qui établissaient leur organisation. Le mont-de-piété est composé d’un directeur, un caissier, un garde-magasin, des commissaires et commissaires-priseurs et un directeur.

### Le Conseil d'administration
Le Conseil d’administration du Mont-de-Piété doit être présidé par le maire de la commune et de façon gratuite. C’est le préfet qui détermine celui-ci pour les départements. Le conseil d’administration est composé pour un tiers par des membres du conseil municipal, un tiers par des citoyens de la commune et le reste par des administrateurs des « établissements charitables ». Les monts-de-piété sont assimilés à des maisons de « bienfaisance » concernant la partie comptabilité,. Le règlement du 30 juin 1865 a pu distinguer entre les monts-de-piété simples avec une caisse par classe d’opération et ceux avec plusieurs. Les administrateurs du mont-de-piété suivent les mêmes principes que ceux des bureaux de bienfaisance ou d’hospices. Cependant, un décret-loi de 1852 viendra remplacer ce conseil d'administration par un conseil de surveillance pour le mont-de-piété de Paris du fait de la lenteur de l'administration.

### Le directeur
Le directeur est nommé par le préfet ou le ministre de l'intérieur sur proposition du Conseil d’administration. Ce directeur est responsable et il peut ainsi être révoqué. Le règlement de 1865 lui confie la surveillance des services, la préparation des budgets ordinaires et supplémentaires et le règlement du budget définitif. De même, il doit contrôler les actes de comptabilité et d’administrations. Un décret de 1864 vient rendre incompatibles le rôle de directeur et la fonction de comptabilité. Certains établissements disposent d’un contrôleur qui, sous le contrôle du directeur, surveille et contrôle les ventes et les opérations effectuées.

### Le caissier
Le caissier est nommé par le Conseil d’administration. Il est surveillé par les receveurs généraux et particuliers des finances de son arrondissement. Il est dans l’obligation de prêter serment au préfet de son département et de faire un cautionnement en numéraire au mont-de-piété. Il peut récupérer ce cautionnement à la fin de sa gestion. Il paye et reçoit sous la responsabilité du directeur. Il n'est donc pas le premier comptable.

### Le garde-magasin
Le garde-magasin a pour responsabilité les objets gagés. Il est également nommé par le conseil d’administration. Il est garant des individus qu’il a sous sa responsabilité et peut donc les surveiller et les contrôler. Il doit aussi verser un cautionnement et il lui est restitué dans les mêmes conditions que le caissier.

### Les commissionnaires
Ils agissent au nom des particuliers afin de gager ou dégager des objets, ou bien même de reprendre l'excédent issu d’une vente. Ils sont également surveillés et doivent verser un cautionnement en tant que garantie. Ils doivent justifier l’origine des objets comme le propriétaire lui-même lorsqu’il se rend sur place. Cet intermédiaire a fait l’objet de nombreuses critiques mais demeure légal et soumis aux règlements,.

### Les commissaires-priseurs
Concernant les commissaires-priseurs, ils doivent estimer les objets gagés ou la prisée. La rémunération de cette fonction se fait sur le droit de prisée (0,5 franc sur cent) ou celle de vente. Les actes du mont-de-piété sont exempts de droit d’enregistrement et de timbres en principe,.

## Association internationale des caisses de prêt sur gage
L’Association internationale de Sociétés de crédit sur gage (Pignus en latin), fondée le 28 septembre 1957 à Milan (Italie), est une organisation à but non lucratif, qui représente et coordonne les sociétés membres et leurs associations nationales réalisant des activités de prêt sur gage. Dans le monde, il y a deux types de caisses de prêt sur gage. Il y a le modèle anglo-saxon structuré autour de sociétés commerciales dont le seul but est de faire du profit et il y a les entités diverses dont le but est de maintenir un équilibre économique avec une dimension sociale et éthique permanente dans les actions. Pignus regroupe les caisses de prêt sur gage de la deuxième catégorie. Par le travail de Pignus, certaines sociétés commerciales intègrent la dimension sociale et éthique dans leur fonctionnement.
L'association Pignus regroupe plus de cinquante-quatre entités issues de quatorze pays différents dont les principaux membres sont :
- The Provident Loan Society of New York (New York) ;
- Nacional Monte de Piedad de México (Ciudad de México, Mexique) ;
- Montepío Luz Saviñón (Ciudad de México, Mexique) ;
- Fundación Dondé (Mérida-Yucatán, Mexique) ;
- Banco Popular y de Desarrollo Comunal (San José, Costa Rica) ;
- Banco del Instituto Ecuatoriano de la Seguridad Social (BIESS) (Quito, Equateur) ;
- Caja Metropolitana de Lima (Lima, Pérou) ;
- Caixa Economica Federal (Brasilia, Brésil) ;
- Dirección General de Crédito Prendario (Santiago, Chili) ;
- Banco Ciudad (Buenos Aires, Argentine) ;
- CECA (Madrid, Espagne) ;
- Banque de Développement Local (Alger, Algérie) ;
- Dorotheum (Vienne, Autriche) ;
- Affide (Rome, Italie) ;
- Valorum (Lausanne, Suisse).

L’adjectif « pignoratif » provient du mot latin pignus, qui signifie gage. Cet adjectif ou la locution « sur gage », plus actuelle, sont indistinctement employés pour qualifier, dans les deux cas, le crédit ou le prêt concédé sur la garantie d’un nantissement ou d’un objet de valeur, remis en possession de la société de crédit, prêteur ou créancier pignoratif pour assurer le respect de l’obligation principale, à savoir le prêt ou le crédit reçu en liquide par l’emprunteur ou le débiteur.

## Filmographie
- Une journée chez ma tante (1996), film documentaire de Christophe Otzenberger sur le Crédit municipal de Paris.